# 下元克己
下元 克己（しももと　かつみ（1941年7月20日 - ）は、日本の漫画家。山口県宇部市出身。下元克巳とも表記。
劇画の寵児として多くの漫画家に影響を与えるが、寡作であり商業漫画家としての活動期間が短かった為、一般的な知名度は低い。
しかし現在も精力的に漫画関係者と交流し、業界内での知名度は高い。

## 略歴
1965年、大阪のめばえ書房で短編を描いてデビュー。その後名古屋のセントラル出版や、上京し桜井昌一の誘いで東考社などの貸本漫画で複数の漫画作品を発表する。当時主流であった手塚治虫系列の漫画（トキワ荘）に対抗し国分寺に劇画家が集まり、さいとう・たかを、佐藤まさあき、辰巳ヨシヒロ、みやわき心太郎らと交友。一時漫画業から離れ新宿で清掃のアルバイトに従事。
1968年、講談社の週刊少年マガジンに「快男児ゴリ一平」を連載、活動場所を貸本から週刊漫画誌に移行。その後、別冊マガジン、少年キングなどに作品を発表した。しかし週刊誌という形態が作品制作に適さず、商業漫画家としての活動を休止。現在に至る。
2015年、辰巳ヨシヒロを描いた映画『TATSUMI マンガに革命を起こした男』の全国公開記念として、トークショーを京都国際ミュージアムにて同時期に活動した漫画家巴里夫とともに行う。

## 主要作品リスト
- 快男児ゴリ一平（講談社）
- ゴキブリ野郎（講談社）
- 青春の暴走

## 交流のあった漫画関係者
- 五十嵐幸吉（漫画家）
- 甲良幹二郎（漫画家）
- 桜井昌一（漫画家、出版社経営者）
- 佐藤まさあき（漫画家）
- 辰巳ヨシヒロ（漫画家）
- 内記稔夫（現代マンガ図書館館長）[11]
- 水木しげる（漫画家）
- みやわき心太郎（漫画家）